# Плавуча майстерня

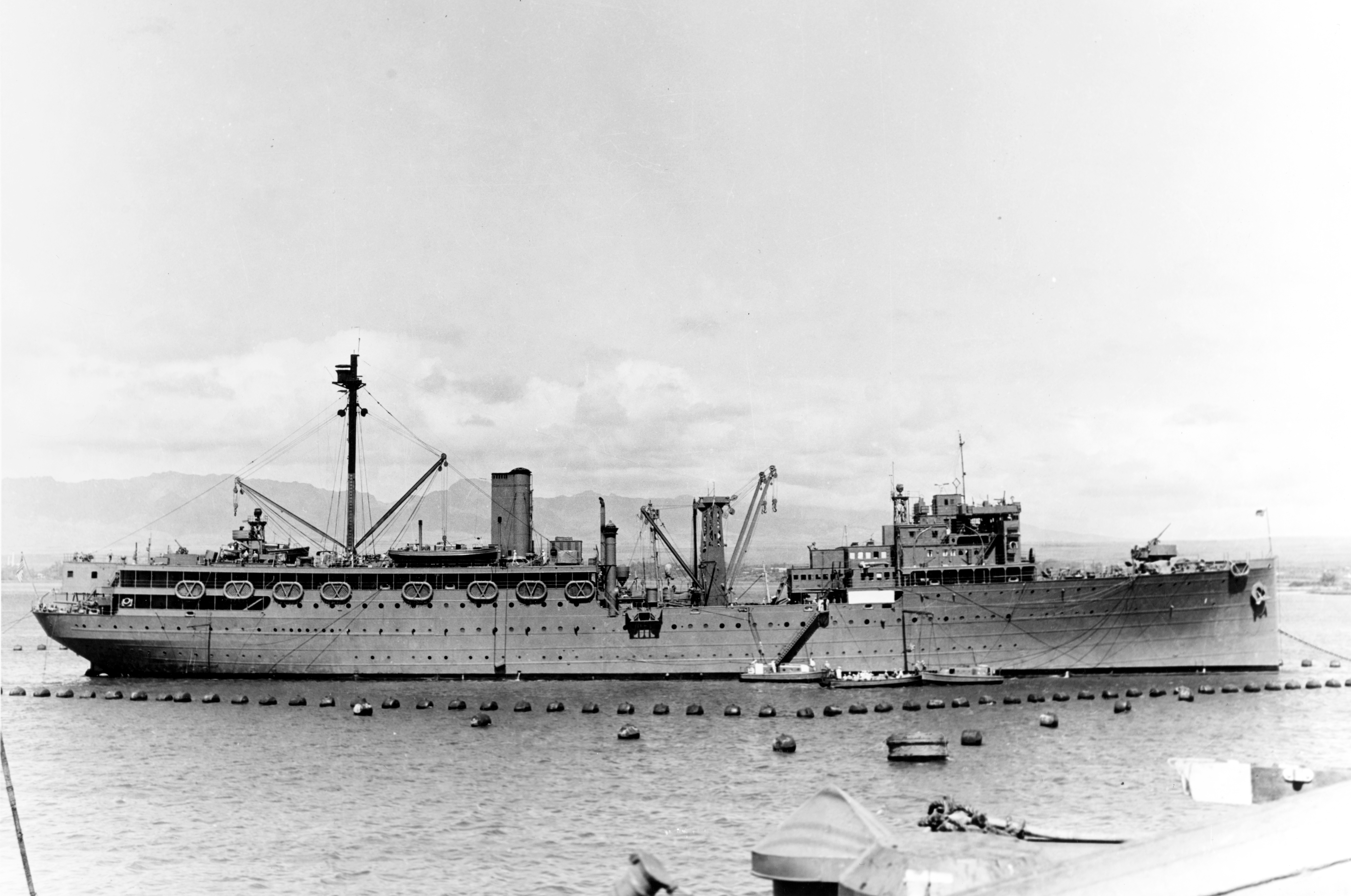
USS Medusa була першою спеціально побудованою плавучою майстернею флоту США.

Плавуча майстерня — допоміжне військове судно, призначене для технічного забезпечення і ремонту військових кораблів. Плавучі майстерні виконують подібні функції з плавучими базами, проте спроможні забезпечувати більш серйозний ремонт поламок чи бойових ушкоджень завдяки наявності відповідного ремонтного обладнання та персоналу.